# Campana japonesa de la paz

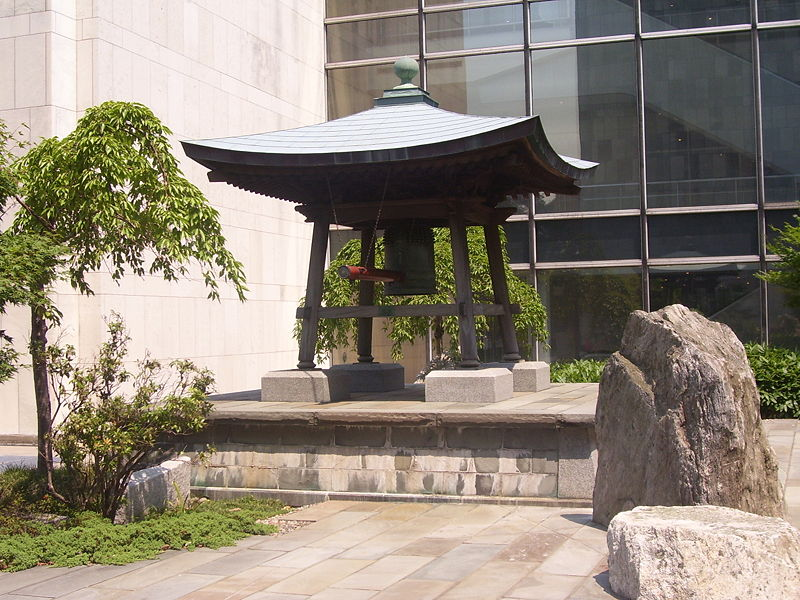
La campana japonesa de la paz en la sede de las Naciones Unidas en Nueva York.

La campana japonesa de la paz es un símbolo de paz de las Naciones Unidas. Moldada el 24 de noviembre de 1952, fue un regalo oficial del pueblo japonés a las Naciones Unidas el 8 de junio de 1954, cuando Japón aún no había sido oficialmente admitido en dicha organización. Se presentó ante las Naciones Unidas por la Asociación de las Naciones Unidas del Japón.

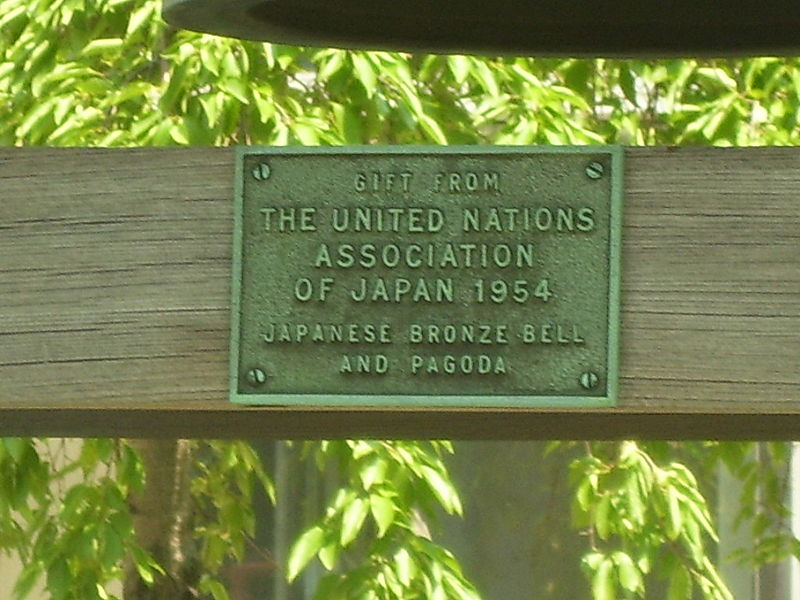
Placa dedicada para la campana japonesa de la paz de las Naciones Unidas.

## Historia
La fábrica Tada en Japón completó la campana en el Día de las Naciones Unidas. Fue proyectada por Chiyoji Nakagawa. La campana fue brevemente a Osaka, Japón en el marco de la Expo de Osaka 70 y más tarde fue devuelta a su ubicación permanente en la ciudad de Nueva York en la 42nd Street y First Avenue, dentro del área de territorio de las Naciones Unidas.
Renzo Sawada, el observador japonés de las Naciones Unidas, presentó la campana a la Organización de las Naciones Unidas. En el momento de la presentación, Sawada comentó que La campana encarna la aspiración a la paz no sólo de los japoneses, sino de los pueblos del mundo entero. Por lo tanto, simboliza la universalidad de las Naciones Unidas.
En 1998 la campana de la paz llegó a la Argentina. Y fue instalada en el Jardin Japonés, en el barrio de Palermo.
En el año 2014, la ciudad Argentina de San Francisco inauguró la 7ª Campana de la Paz Mundial en toda América. Fue la primera campana de este tipo en no ser elaborada por Japón. Se encuentra emplazada en el Paseo y Memorial Arquitectos Sociales para las generaciones futuras y lleva sobre si la palabra "paz para el mundo"

## Descripción

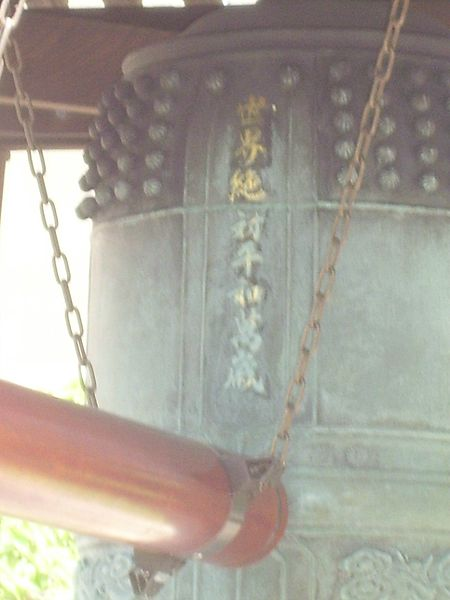
Inscripciones japonesas en la campana japonesa de la paz en la sede de las Naciones Unidas, Nueva York.

Pesando 116 kg, con una altura de 1 metro y 0,6 metros de diámetro en la base, el metal de la campana fue obtenido de las monedas donadas por los delegados de 60 naciones que asistieron a la 13° Conferencia General de Asociaciones pro Naciones Unidas, celebrada en París, Francia en 1951. Las monedas se obtuvieron de los delegados por los niños.
Inscrita en un lado de la campana están los caracteres japoneses que dicen: Viva la absoluta paz mundial 世界絶対平和萬歳.
Un martillo de madera se presentó ante las Naciones Unidas en 1977. Un cordón de campana bendecido por sacerdotes sintoístas también se presentó ante las Naciones Unidas sobre el Día de la Tierra, 20 de marzo de 1990.
La campana de la sede de las Naciones Unidas en Nueva York se encuentra en una estructura japonesa de madera de ciprés que se asemeja a un tradicional santuario sintoísta. Toda la estructura se apoya en una base de piedra donada por Israel.

## Eventos y función

### Sonar la campana
Tradicionalmente, la campana suena dos veces al año: el primer día de la primavera en el equinoccio de primavera, y el día de la apertura de la sesión anual de la Asamblea General de la ONU en septiembre, y el Día Internacional de la Paz.
La campana sonó también el 4 de octubre de 1966 durante la Fiesta de San Francisco, que conmemoró el primer aniversario de la visita oficial del Papa Pablo VI a las Naciones Unidas.
Es también parte de la ceremonia anual del Día de la Tierra iniciado por el fundador del Día de la Tierra, John McConnell.

## Conmemoración

### Anniversarios
En 1994 se celebró una ceremonia especial con motivo del cuadragésimo aniversario de la campana. En esa ocasión, el Secretario General Boutros Boutros-Ghali, declaró:
"Cada vez que ha sonado, esta campana japonesa de la paz ha enviado un claro mensaje. El mensaje va dirigido a toda la humanidad. La paz es preciosa. No es suficiente para anhelar la paz. La paz requiere trabajo - un largo, difícil, duro trabajo."

### En impresiones
En la serie de estampillas de la campana, diseñada por Ole Hamann de Dinamarca, se publicó en 1970 como parte del arte de las Naciones Unidas del Servicio Postal en la serie de las Naciones Unidas. Los sellos fueron impresos por la Oficina de Impresión del Gobierno de Tokio.

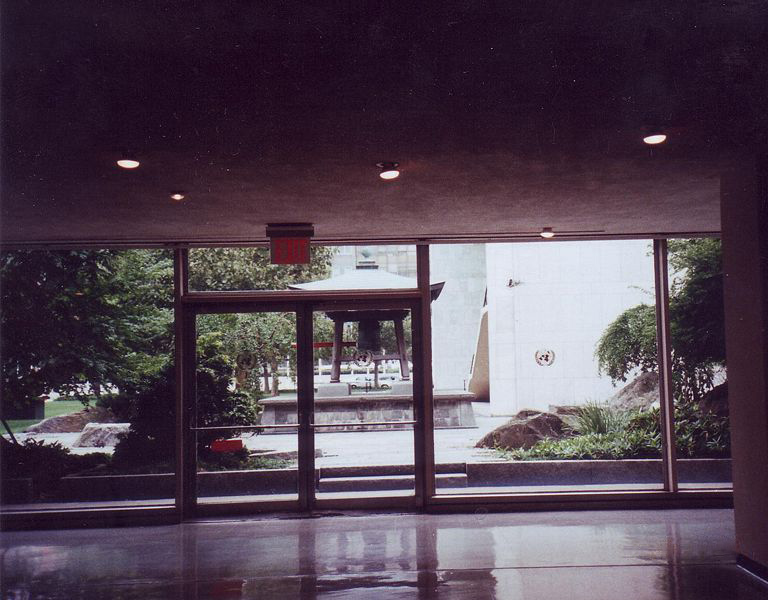
La campana japonesa de la paz, vista desde adentro de la sede de la ONU en Nueva York.

## Otras campanas japonesas de la paz
Más de veinte copias de Campanas de Paz fueron donadas por la Asociación Mundial de Campanas de Paz japonesa en todo el mundo:
- Cabo Sōya, Wakkanai, Hokkaidō, Japón (1988)
- Isla Ishigaki, Okinawa, Japón (1988)
- Ankara, Turquía (1989)
- Berlín, Alemania (1989)
- Varsovia, Polonia (1989)
- Osaka, Japón (1990)
- Tacubaya, Ciudad de México, México (1990)
- Cowra, Nueva Gales del Sur, Australia (1992)
- Ulan Bator, Mongolia (1993)
- Ciudad Quezon, Filipinas (1994)
- Centro Internacional de Viena, Austria (1995)
- Ottawa, Canadá (1996)
- Brasília, Brasil (1997)
- Jardín Japonés, Buenos Aires, Argentina (1998)
- Quito, Ecuador (1999)
- Los Ángeles, California, EE. UU. (2001)
- Alcobendas, Comunidad de Madrid, España (2003)[1]
- Tashkent, Uzbekistán (2003)
- Amagasaki, Japón (2005)
- Christchurch, Nueva Zelanda (2006)
- Monte Hiei, Ōtsu, Japón (2007)
- San Francisco, Córdoba, Argentina (2014)
- Instituto Montessori La Arboleda (Casa Grande), Córdoba, Argentina (2018)